# Cryptachaea chiricahua
Cryptachaea chiricahua là một loài nhện trong họ Theridiidae.
Loài này thuộc chi Cryptachaea. Cryptachaea chiricahua được Herbert Walter Levi miêu tả năm 1955.